# Maxilly-sur-Saône
Maxilly-sur-Saône ist eine französische Gemeinde mit 367 Einwohnern (Stand: 1. Januar 2022) im Département Côte-d’Or in der Region Bourgogne-Franche-Comté (vor 2016 Bourgogne). Sie gehört zum Arrondissement Dijon und zum Kanton Auxonne. Die Einwohner werden Maximilliens genannt.

## Geographie
Maxilly-sur-Saône liegt etwa 30 Kilometer östlich von Dijon am Canal de la Marne à la Saône, der hier in die Saône einmündet. Umgeben wird Maxilly-sur-Saône von den Nachbargemeinden Saint-Sauveur im Norden, Talmay im Nordosten, Heuilley-sur-Saône im Osten, Perrigny-sur-l’Ognon im Südosten, Pontailler-sur-Saône im Süden und Südwesten sowie von Drambon im Westen.

## Bevölkerungsentwicklung
| Jahr                       | 1962 | 1968 | 1975 | 1982 | 1990 | 1999 | 2006 | 2013 | 2019 |
| Einwohner                  | 308  | 296  | 340  | 298  | 300  | 301  | 284  | 348  | 361  |
| Quellen: Cassini und INSEE |      |      |      |      |      |      |      |      |      |

## Sehenswürdigkeiten

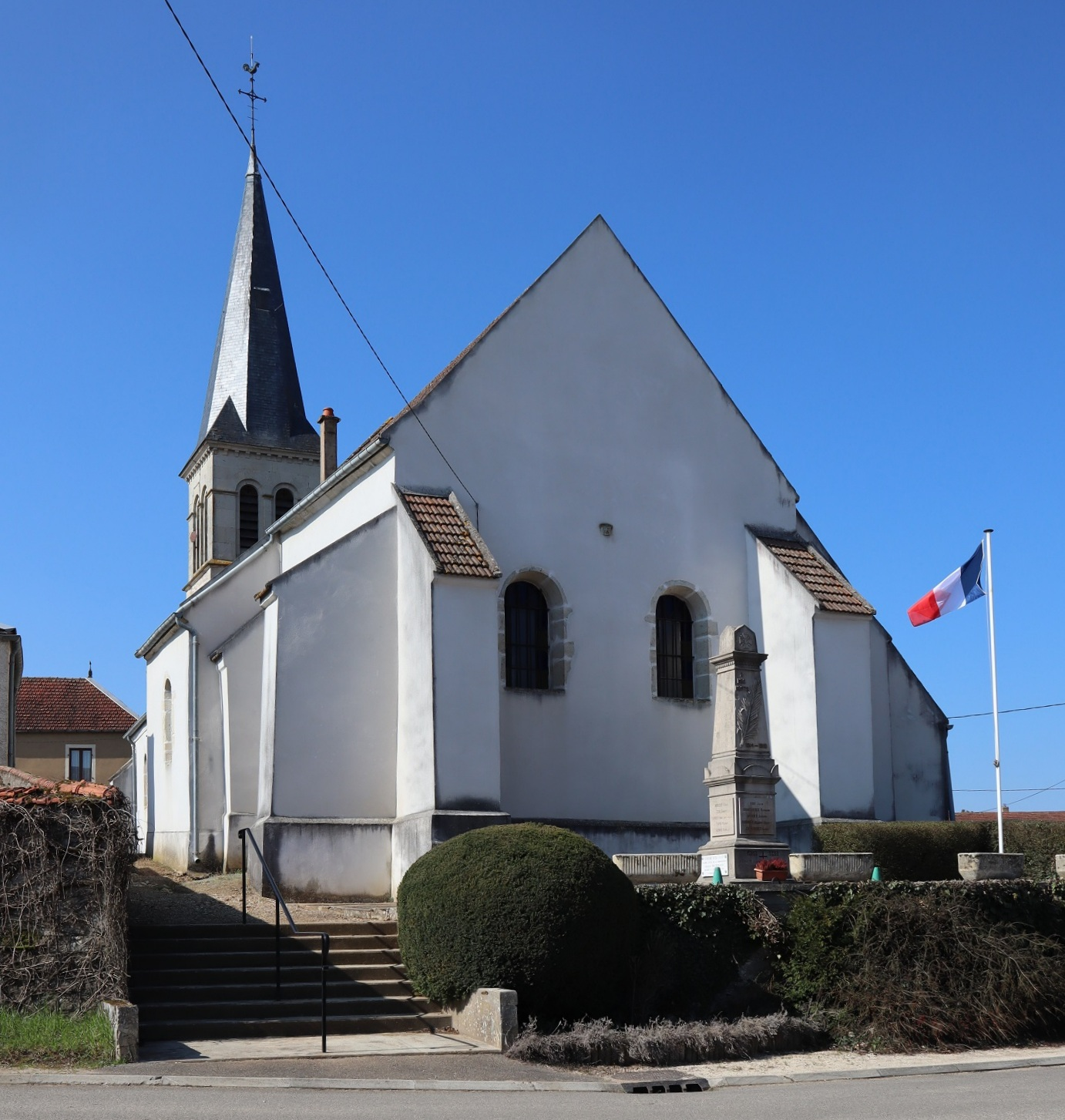
Kirche St. Martin
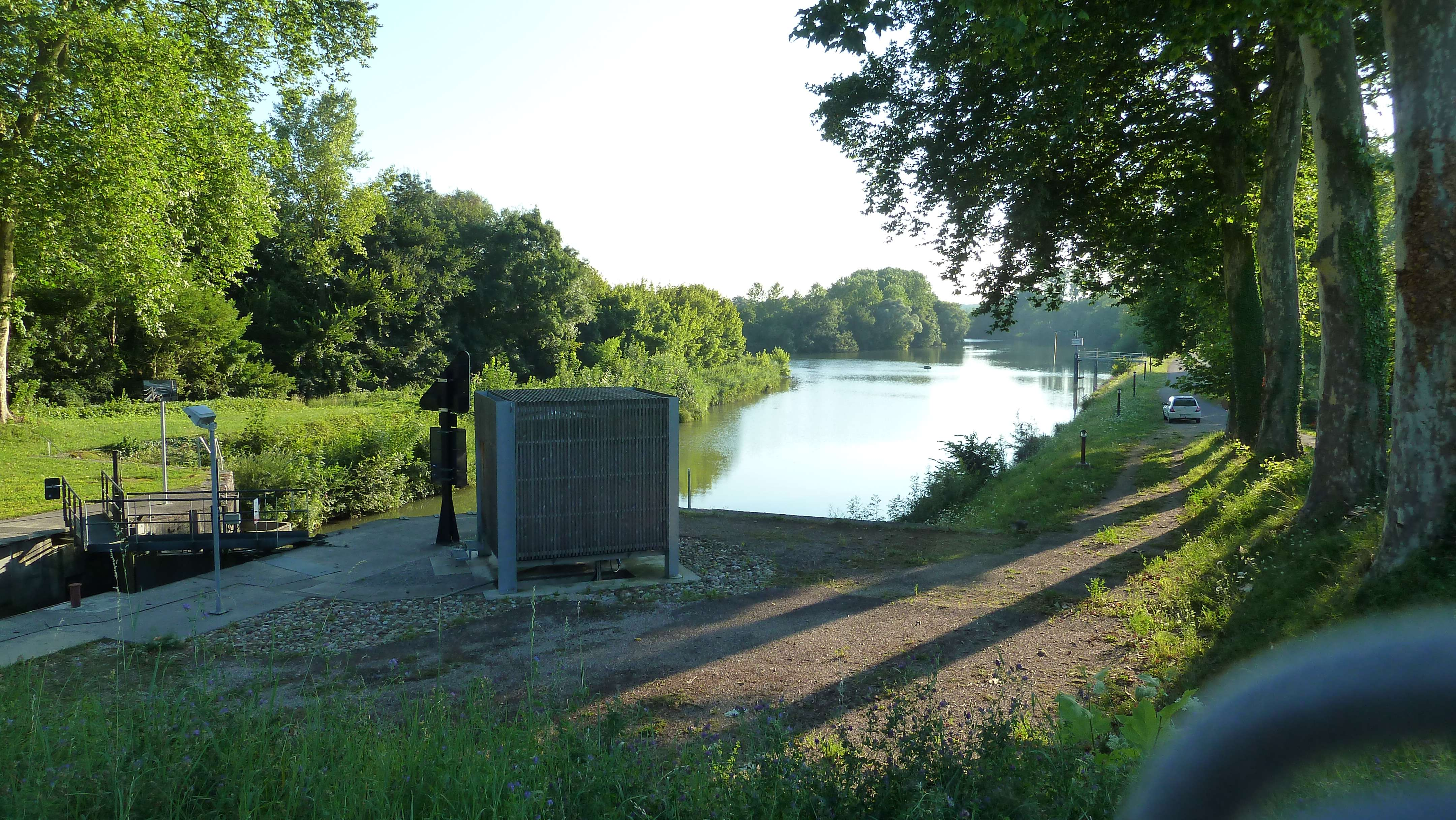
Schleusenanlage

- Kirche St. Martin
- Schleuse am Marne-Saône-Kanal bei Maxilly